# 海綿寶寶電影版
《海綿寶寶電影版》又稱海綿寶寶：海神王皇冠、海綿寶寶：超級海綿大冒險、海綿寶寶歷險記、棉球方块历险记，是一部2004年的美国喜劇電影，剧情基于尼克国际儿童频道的电视系列《海綿寶寶》。
电影由该系列的创作者史蒂芬·海倫伯格联合剧本创作、导演、联合制作，并由海绵宝宝系列的原班配音人马汤姆·肯尼、比爾·法格巴克、克蘭西·布朗、罗杰·帮姆帕斯、劳伦斯先生等人配音，此外史嘉蕾·喬韓森、杰佛瑞·汤波、艾力·寶雲、大衛·赫索霍夫亦客串声演工作。电影由派拉蒙影業发行，海倫伯格的制作公司United Plankton Pictures协同Nickelodeon Movies一并制作。电影是《海绵宝宝系列电影》的第一部作品。电影中，皮老板计划偷取海神王的皇冠并把它卖到贝城。海绵宝宝和派大星必须将皇冠夺回，并从海神王那里救回蟹老板。

## 登場角色
| 配音             | 配音   | 配音   | 配音   | 角色                                                  |
| 英版             | 台版   | 港版   | 陸版   | 角色                                                  |
| ---------------- | ------ | ------ | ------ | ----------------------------------------------------- |
| 湯姆·肯尼        | 魏伯勤 | 梁偉德 | 赵路   | 海綿寶寶（SpongeBob SquarePants），主角，蟹堡王廚師。 |
| 湯姆·肯尼        | 劉如蘋 | 潘文柏 |        | 小蝸（Gary the Snail）                                |
| 比爾·法格巴克    | 符爽   | 雷霆   | 孟祥龍 | 派大星（Patrick Star）,海綿寶寶的好友。               |
| 羅傑·布帕斯      | 曹冀魯 | 馮錦堂 | 樊俊航 | 章魚哥（Squidward Tentacles），蟹堡王收銀員。         |
| 克蘭西·布朗      | 李香生 | 葉振聲 | 刘風   | 蟹老闆（Mr. Eugene Krabs），蟹堡王老闆。              |
| 勞倫斯先生       | 于正昇 | 劉昭文 | 劉北辰 | 皮老闆（Sheldon J. Plankton），海之霸老闆。           |
| 吉兒·泰利        | 劉如蘋 | 黃玉娟 | 栾天光 | 凱倫（Karen）                                         |
| 卡羅琳·勞倫斯    | 楊凱凱 | 鄭麗麗 | 洪海天 | 珊迪（Sandy Cheeks），松鼠。                          |
| 瑪麗·喬·卡特利特 | 魏晶琦 | 沈小蘭 | 王曉燕 | 泡芙阿姨（Mrs. Puff）                                 |
| 蘿莉·艾倫        | 楊凱凱 |        | 王曉燕 | 珍珍（Pearl Krabs）                                   |
| 傑夫·泰爾        | 吳文民 | 張炳強 | 張文漁 | 海神王（King Neptune）                                |
| 史嘉蕾·喬韓森    | 錢欣郁 | 許盈   | 王曉燕 | 明蒂公主（Princess Mindy）                            |
| 亞歷·鮑德溫      | 李香生 | 伍博民 | 張文漁 | 丹尼斯（Dennis）                                      |
| 大衛·赫索霍夫    | 康殿宏 | 陳卓智 | 李元韬 | 海灘遊俠（Baywatch）                                  |
|                  | 林士程 |        | 張文漁 | 哈哈傻瓜蛋吧台                                        |

## 外部連結
- 互联网电影数据库（IMDb）上《海綿寶寶電影版》的资料（英文）